# Graindor de Douai
Graindor de Douai (fl. XII secolo) è un autore del Medioevo francese. Scrittore di poemi epici francesi (chansons de geste).

## Biografia
Graindor de Douay si ritiene che nacque a Douai (contea delle Fiandre) nel XII secolo. 
Narrò le vicende della crociata di Goffredo di Buglione, i soggiorni dei pellegrini a Costantinopoli, la presa di Antiochia. La chanson d'Antioche (1180 circa) la cui versione originale sarebbe stata composta da un testimone oculare della conquista di Antiochia, Richard le Pèlerin (Riccardo il Pellegrino), tra il 1120 e il 1125 , ma di essa è sopravvissuto solo un frammento. La canzone di Graindor era basata su questa opera. L'epopea descrive abbastanza fedelmente gli eventi storici reali riguardanti lo svolgimento della Prima Crociata fino alla conquista di Antiochia. Inoltre rimaneggiò la Chanson de Jérusalem.